# Keith Trask
Keith Charles Trask (* 27. November 1960 in Hastings) ist ein ehemaliger neuseeländischer Ruderer, der je einmal Weltmeister und Olympiasieger war.
Trask hatte an den Olympischen Spielen 1980 wegen des Olympiaboykotts nicht teilnehmen können.  Bei den Ruder-Weltmeisterschaften 1983 in Duisburg gewann der neuseeländische Vierer mit Steuermann in der Besetzung Leslie O’Connell, Keith Trask, Gregory Johnston, Conrad Robertson und Steuermann Brett Hollister den Titel vor den Booten aus der DDR und der UdSSR. Bei den Olympischen Spielen 1984 traten O’Connell, Robertson und Trask zusammen mit Shane O’Brien als Vierer ohne Steuermann an. In Abwesenheit der Boote aus dem Ostblock siegten die Neuseeländer vor dem US-Boot und den Dänen. Bei den Ruder-Weltmeisterschaften 1985 in Belgien saß Ross Tong für Robertson im Vierer, der hinter den Booten aus der BRD, der UdSSR und der DDR den vierten Platz belegte.
Der 1,90 m große Trask ruderte für den North Shore Rowing Club in Auckland.